# Loretta von Sponheim
Loretta von Sponheim (* um 1300; † 1346) aus dem Geschlecht Salm war von 1323/24 bis 1331 Regentin der Hinteren Grafschaft Sponheim.

## Leben
Loretta wurde um 1300 als Tochter von Johann I. von Salm und Jeanne von Joinville (Geneville), der einzigen Tochter des anglo-französischen Barons Geoffrey de Geneville, in den Vogesen geboren. Sie wurde zweisprachig erzogen. 1315 wurde sie mit Heinrich II. von Sponheim-Starkenburg vermählt. In den acht Jahren ihrer Ehe gebar sie drei Söhne. Nachdem ihr Gemahl 1323 an einer Krankheit verstorben war, verlegte sie ihren Wohnsitz von Wolfstein an der Lauter nach der Starkenburg an der Mosel. Da im Folgejahr 1324 auch ihr Schwiegervater Johann II. starb, musste die junge Witwe für ihren noch minderjährigen ältesten Sohn Johann III. die Regentschaft übernehmen und die Geschicke der Grafschaft in einer wirtschaftlich und politisch schwierigen Zeit zunächst allein lenken.
In dieser Zeit, die von territorialen Konflikten, Landflucht und Missernten geprägt war, stellten Armut und Geldmangel große Probleme dar. Aus dieser Notlage heraus ließ sich Loretta auf eine Machtprobe mit dem seinerzeit einflussreichen Kurfürsten Balduin von Luxemburg, Erzbischof von Trier (1285–1354), einem der mächtigsten Männer Europas, ein.
1326 ließ Loretta von Sponheim den störrischen Wildgrafen von Kyrburg in Beugehaft nehmen, bis er ihr mit seinem Sohn Gefolgschaft versprach.

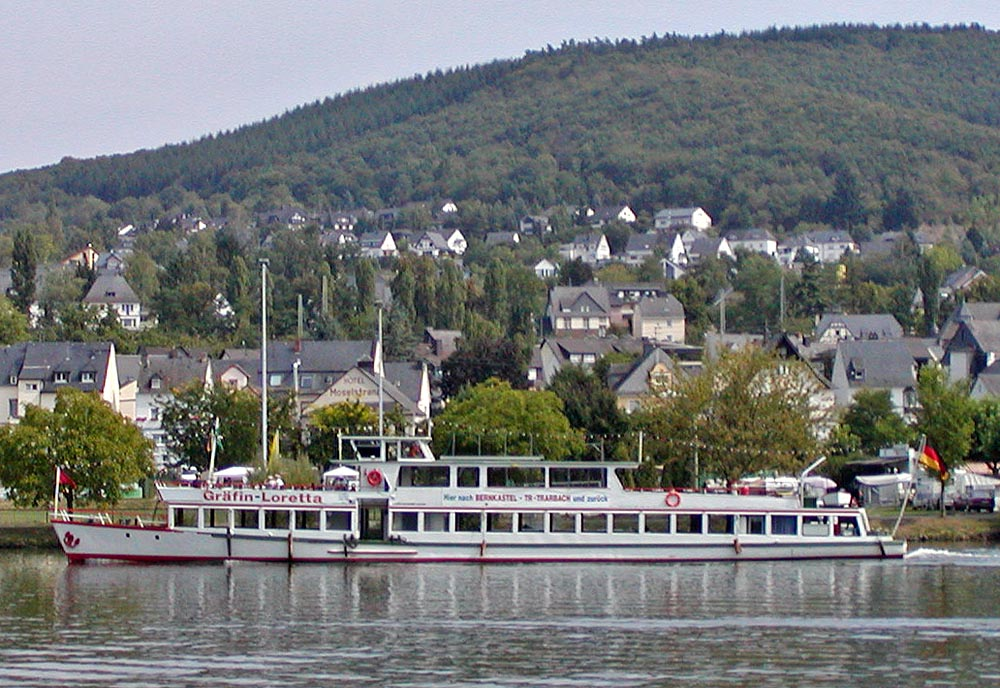
Ausflugsschiff Gräfin Loretta auf der Mosel bei Bullay

Im Mai 1328 griff Loretta trotz eines Stillhalteabkommens nochmals zu dieser drastischen Maßnahme: Sie überraschte mit ihrem Gefolge den ahnungslosen Kurfürsten Balduin von Luxemburg bei einer Schiffsfahrt durch sponheimisches Territorium und nötigte diesen zu einem Zwangsaufenthalt auf ihrer als uneinnehmbar geltenden Starkenburg. Trotz der drohenden Exkommunizierung und damit verbundenen politischen und gesellschaftlichen Sanktionen setzte sie den mächtigen Balduin von Luxemburg fest und erzwang nach zähen Verhandlungen Lösegeld und die Erfüllung politischer Forderungen.
Ihre Bitte um Absolution und Sühne an Papst Johannes XXII. wurde später angenommen, unterstützt durch ihre Geisel Balduin von Luxemburg, mit dem sie eine politische Freundschaft einging – ein weiterer Beleg ihres diplomatischen Geschicks.
Im Jahre 1331 heiratete Lorettas Sohn Johann III. und übernahm fortan selbst die Regentschaft. Loretta ließ sich auf der Frauenburg bei Birkenfeld nieder, die sie eigens für sich hatte errichten lassen – der Legende nach mit Hilfe des von Balduin erhaltenen Lösegeldes – und verwaltete von dort aus bis zu ihrem Lebensende tatkräftig ihren persönlichen Besitz.
Sie starb 1346 und wurde in der Zisterzienserabtei Himmerod beigesetzt.

## Nachkommen
Aus der Ehe mit Heinrich II. von Sponheim († 1322) sind folgende Kinder bekannt:
- Johann III., Graf von Sponheim (* 1315; † 1398), ⚭ Mechthild von der Pfalz
- Heinrich, Stiftsherr zu Straßburg, Aachen etc.
- Gottfried († 1396), Erzdiakon von Longuyon

## Nachwirkung
Mindestens zwei Schiffe wurden auf den Namen Gräfin Loretta getauft: die 1930 gebaute Gräfin Loretta und die 1966 gebaute Gräfin Loretta.